# Eleição presidencial no Brasil em 1978
A Eleição Presidencial brasileira de 1978 ocorreu de forma indireta, através de um Colégio Eleitoral. O MDB oposicionista novamente resolveu lançar um "anticandidato", para ocupar espaços e denunciar a democracia restrita. O MDB escolheu o General Euler Bentes, militar que havia se recusado a participar do golpe de Estado que depôs João Goulart. Euler Bentes disputava contra o General João Figueiredo, ministro-chefe do SNI que teve um civil escolhido como candidato a vice, o até então governador mineiro Aureliano Chaves, egresso da UDN.

## Contexto histórico
O país passava por um processo de abertura política, sobre a qual o então presidente Ernesto Geisel, ex-tenente que participou da Revolução de 1930 e militar da linha Sorborne (ligada a Escola Superior de Guerra), afirmava que seria um processo "lento, gradual e seguro". Ernesto Geisel pertencia à linha moderada das Forças Armadas, pois concebia o regime militar iniciado em 1964 como transitório para assegurar o liberalismo no país. Durante o governo Geisel iniciou a transição para a democracia liberal. Já em seu primeiro ano no cargo, permitiu a propaganda política da oposição e aboliu a censura prévia à imprensa.
Mesmo lenta e controlada, havia sinais de que a abertura era para valer. Nas eleições para deputados e senadores de 1974, a oposição aglutinada no MDB obteve ampla vitória, principalmente nas grandes cidades. Porém, em fins de 1976 para evitar derrotas eleitorais da ARENA, o governo, através do Ministro da Justiça, Armando Falcão, proibiu a propaganda e o debate eleitoral no rádio e na televisão.
Para manter a economia aquecida, Geisel criou o “II Plano Nacional de Desenvolvimento” e ainda, colaborou com a construção da Usina Hidrelétrica de Itaipu. Com o milagre econômico se esgotando, o governo Geisel aumentou a participação do estado na economia, graças à expansão das empresas estatais e ao planejamento econômico. O governo deu continuidade a alguns projetos destinados a dotar o país de uma sólida infraestrutura, entre eles, a Ferrovia do Aço em Minas Gerais, o Programa Nacional do Álcool, o (Pro-álcool), criado em 1975 como alternativa para a gasolina, a construção de usinas nucleares para geração de energia e a construção da Usina Hidrelétrica de Tucuruí.
Esses projetos foram em geral muito criticados, por terem altos custos e serem executados em grande parte com dinheiro emprestado de bancos internacionais, o que alimentava cada vez mais a dívida externa do Brasil. De qualquer forma eles dotaram o país de uma base industrial capaz de produzir a maior parte dos bens necessários para a população.
Na área dos transportes, participou da inauguração das primeiras linhas do metrô nas cidades de São Paulo e Rio de Janeiro. Estreitou laços diplomáticos com a China, e com a Alemanha Oriental realizou um acordo nuclear. O Brasil foi o primeiro país a reconhecer o governo que assumiu Portugal após a queda da ditadura salazarista, em 25 de abril de 1974. Economicamente, o país estava com alta taxa de inflação e dívida externa. Para contornar a crise internacional do petróleo de 1973, investiu-se no setor energético e indústria de base por meio do II Plano Nacional de Desenvolvimento, além de lançar projetos de prospecção de petróleo pela Petrobrás.
Apesar da suposta mitigação da repressão da ditadura militar, a perseguição aos militantes do Partido Comunista Brasileiro (PCB) e a censura à imprensa persistiram. No governo do general Geisel, em 1975, ocorreu o assassinato do jornalista Vladimir Herzog no cárcere do DOI-CODI, ele estava preso porque veiculava notícias de crítica ao regime e por denunciar as mazelas sociais.
Os assassinatos do jornalista Vladimir Herzog e do operário Manoel Fiel Filho em São Paulo, entre o final de 1975 e o início de 1976, apressaram os planos do governo e ocasionaram um enfraquecimento do poder da chamada linha-dura dentro da administração federal, com a demissão, pouco tempo depois das mortes, do general Ednardo D'Ávila Mello, comandante do II Exército, responsável pelas prisões de Herzog e Fiel Filho. O presidente tomou providências contra o que chamou de excessos. No auge da crise institucional, o então presidente Geisel neutralizou uma tentativa de golpe do general Sílvio Frota, principal expoente da "linha-dura" e tido como um dos favoritos à sua própria sucessão, e terminou por exonerá-lo em outubro de 1977. Com a exoneração de Sylvio Frota, Geisel isolou o grupo de militares que era contra o processo de abertura política.
Os movimentos populares e as comunidades eclesiais de base também sofreram perseguição política, inclusive, com o assassinato do padre João Bosco e a prisão do bispo dom Adriano Hipólito.
Em 1977, o regime pretendeu implementar uma reforma do Poder Judiciário que não foi aceita pela maioria dos deputados que pertenciam à oposição, e o governo impôs o fechamento do Congresso Nacional pelo período de 14 dias. Outra medida do regime para assegurar a efetivação das propostas da ARENA foi a elaboração do “pacote de abril”. Esse conjunto de leis previa a eleição indireta de governadores e de um terço dos senadores (dando origens aos chamados “senadores biônicos”), e a ampliação do mandato presidencial do sucessor de Geisel para seis anos, dentre outras medidas.

## Resultados
Nas eleições de 1978 a oposição ganhou por milhões de votos à frente e clamou por uma Assembleia Nacional Constituinte como solução política para o país. Entretanto, apesar dos poucos avanços no processo democrático e dos momentos de retrocesso, o governo do general Geisel passou para a história como o da distensão política, por sua pretensão de normalizar a vida política. 
Em 1978 teve de enfrentar a primeira greve de massa desde 1964, a dos metalúrgicos do ABC paulista, liderada pelo metalúrgico Luiz Inácio da Silva (futuro presidente da república).
Geisel extinguiu o AI-5, restaura o habeas-corpus, abre caminho para a volta da democracia no Brasil e preparou o governo de seu sucessor para realizar a anistia política e a volta dos exilados, mas sem que retomassem seus cargos políticos.
Disputavam a sucessão do Presidente Ernesto Geisel, as seguintes chapas:
- João Figueiredo / Aureliano Chaves (vice), pela ARENA, indicados pelo Presidente Geisel;
- Euler Bentes Monteiro / Paulo Brossard (vice), pelo MDB, de oposição;

No dia 15 de outubro de 1978, o Colégio Eleitoral reuniu-se e João Figueiredo foi eleito presidente para um mandato de 6 anos com 355 votos (61,1%) contra 226 dados a Monteiro (38,9%).